# Arnö, Håbo kommun
Arnö är en ö i Mälaren i Övergrans socken i Håbo kommun, mest känd för herrgården Biskops-Arnö. Det längre namnet används ibland även för ön, för att särskilja den från den ävenså i Mälaren belägna ön Bond-Arnö.